# Castello di Žovkva
Il Castello di Žovkva (in ucraino Жовківський замок?; in polacco Zamek w Żółkwi) è un castello situato nella città di Žovkva nell'oblast' di Leopoli in Ucraina.

## Storia
Il castello venne fatto erigere dall'etmano Stanisław Żółkiewski come sua residenza fortificata. I lavori di costruzione iniziarono nel 1594 e vennero ultimati nel 1606.